# Symfonie nr. 63 (Hovhaness)
Alan Hovhaness componeerde zijn Symfonie nr. 63 "Loon Lake" in 1988. Het is geschreven voor het New Hampshire Music Festival, die de componist een opdracht gaf tot het schrijven van een compositie. Enige (geldelijke) bijdrage kwam ook van een Stichting ter Bescherming van Duikers (Loon Preservation Society). De laatste stelde wel als eis dat het geluid van een duikers in het werk te horen was.
Hovhaness is een van de meest melodieuze componisten binnen de klassieke muziek van de 20e eeuw en ontleende zijn inspiratie aan Loon Lake (New Hamshire) alwaar hij vaak was als kind als hij logeerde bij zijn oom. Dit heeft tot gevolg dat Hovhaness de blaasinstrumenten te vrije loop laat boven een begeleiding van strijkinstrumenten en harp. Uiteraard mag bij zo’n romantisch plaatje de cor anglais en dwarsfluit niet ontbreken; deze hebben dan ook een behoorlijke dolopartij. Daarnaast zijn ook soli te horen van klarinet (samen met fagot), trompet en trombone De harp en strijkers verzorgen steeds intermezzi. De tegenstelling tussen de sologedeelten en intermezzi zijn opvallend. De sologedeelten zijn fragiel, ook in de begeleiding. De intermezzi klinken massief, zeker in de stijl die Hovhaness gebruikt. Statig haast sacrale klanken leggen een tapijt van klank neer.
De harp en begeleidende percussie, bestaande uit pauk, klokken en glockenspiel moeten het beeld geven van de rimpeling van het meer; als de strijkers alleen spelen geven zij een beeld van de omgeving. Aan de piccolo tweemaal de eer om het geluid van de duiker, maar ook van de heremietlijster weer te geven. De fluitist speelt hier ‘senza misura”, zonder maatindeling.
In deel 1 zit een voor Hovhaness progressieve sectie. Het wild plukken van de lage strijkinstrumenten ontstaat een donkere vlek op het water; de techniek is vergelijkbaar met die van Krzysztof Penderecki in zijn Threnos, maar dan wel in de stijl van Hovhaness. Ook geldt de senza misura.

## Delen
Het werk bestaat uit acht secties verdeeld over twee delen:
1. I (Prelude) Largo solenne, andante pastorale
2. II Andante misterioso, maestoso, presto, allegro giusto, allegro moderato, andante maestoso.

## Premiere
Het werk kende twee premières. Allereerst die van 18 augustus 1988. Op aanraden van zijn vrouw Hinako Fujihara Hovhaness bewerkte hij zijn symfonie later en voegde de statige trompetsolo in. Deze versie wordt gezien als de definitieve en kreeg haar eerste uitvoering drie jaar later, 2 juli 1991.

## Samenstelling ensemble
- piccolo, dwarsfluit, hobo, cor anglais, 2x klarinet, 2x fagot;
- 2x hoorns, 2x trompet, trombone
- percussie waaronder pauken, en glockenspiel, harp en strijkers.

## Bron en discografie
- Uitgave sNaxos: Royal Scottish National Orchestra o.l.v. Stewart Robinson.
- Hovhaness.com

Symfonie nr. 1 · 2 · 3 · 4 · 5 · 6 · 7 · 8 · 9 · 10 · 11 · 12 · 13 · 14 · 15 · 16 · 17 · 18 · 19 · 20 · 21 · 22 · 23 · 24 · 25 · 26 · 27 · 28 · 29 · 30 · 31 · 32 · 33 · 34 · 35 · 36 · 37 · 38 · 39 · 40 · 41 · 42 · 43 · 44 · 45 · 46 · 47 · 48 · 49 · 50 · 51 · 52 · 53 · 54 · 55 · 56 · 57 · 58 · 59 · 60 · 61 · 62 · 63 · 64 · 65 · 66 · 67